# La familia Dressel
La familia Dressel es una película mexicana dramática de 1935, escrita y dirigida por Fernando de Fuentes.

## Argumento
La familia Dressel describe los problemas de adaptación y rechazo que sufre una familia extranjera emigrada a México. Frau, una viuda alemana vive con sus dos hijos nacidos en México. Federico, el hijo mayor, trabaja en la ferretería que lleva el apellido de la familia y le sugiere a su madre hacer publicidad al negocio en una radiodifusora, ahí se encuentra con la cantante de radio Magdalena, su excompañera del Instituto Alemán. A partir de ese momento comienzan a frecuentarse y Federico le propone matrimonio, a pesar de que su madre se opone a que se case con una artista mexicana.
En una reunión en donde Gonzalo interpreta una melodía parece hacerlo sólo para Magdalena, Federico celoso se retira y Magdalena queda sola con el pianista, este la invita a su casa en donde los viernes se reúnen amigos a cantar. La madre de Federico avisa a su hijo de esta invitación. Después de una pelea con su suegra, la joven decide aceptar la invitación de Gonzalo, al darse cuenta de que todo fue preparado para la intimidad, decide retirarse. Llega un aviso anónimo pidiendo que salga Magdalena del lugar antes de se sorprendida por su esposo y su madre. Federico y Frau registran la casa pero encuentran sólo a Gonzalo y se van.  Ambos se disculpan con Magdalena y se aclara el malentendido.

## Reparto
| Intérprete           | Personaje            |
| -------------------- | -------------------- |
| Consuelo Frank       | Magdalena            |
| Jorge Vélez          | Federico             |
| Rosa Arriaga         | Frau Dressel         |
| Julián Soler         | Rudolph              |
| Manuel Tamés         | Hans                 |
| Liebe Wolf           | Helga Petersen       |
| Carlos López Chaflán | Sirviente de Gonzalo |
| Fernando Wagner      | Invitado alemán      |